# حزب راه الحق الباكستاني
حزب راه الحق الباكستاني (بالأردية: پاکستان راہِ حق پارٹی) هو حزب سياسي في باكستان أسسه إبراهيم خان قاسمي في فبراير 2012.

## التاريخ
أسس الحزب حكيم محمد إبراهيم قاسمي، زعيم إقليمي سابق لـ سباه صحابة، في بيشاور في فبراير 2012. تم انتخاب قاسمي كعضو في مجلس مقاطعة الحدود الشمالية الغربية آنذاك من دائرة PF-4، وهي دائرة انتخابية في بيشاور في الانتخابات العامة الباكستانية 2002، وبعد انتخابه أيد مجلس العمل، وهو تحالف انتخابي من ستة أحزاب دينية. 